# 14220 Alexgibbs
14220 Alexgibbs eller 1999 VE115 är en asteroid i huvudbältet som upptäcktes den 9 november 1999 av Catalina Sky Survey projektet. Den är uppkallad efter Alex Gibbs.
Asteroiden har en diameter på ungefär 21 kilometer och den tillhör asteroidgruppen Adeona.